# Seznam slovenskih režiserjev
Seznam slovenskih režiserjev in režiserk (gledaliških, radijskih in/ali filmskih)

## A
- Emil Aberšek/Abršček
- Iztok Aberšek
- Lavoslav Abraham
- Polona Abram
- Ernest Adamič
- Draga Ahačič
- Zemira Alajbegović
- Borut Alujevič
- Miha Alujevič
- Dimitar Anakiev
- Adolf Anderle
- Gregor Andolšek
- Vojko Anzeljc
- Vinci Vogue Anžlovar
- Vesna Arhar Štih
- Franc(i) Arko
- Tine Arko ?
- Nika Autor

## B
- Jože Babič
- Dejan Babosek
- Metod Badjura
- Milka Badjura
- Ludvik Bagari
- Vladimir Bajc
- Anja Bajda Gorela
- Evgen Ban
- Zdravko Barišič
- Aljaž Bastič
- Jože Baša
- Bronislav Battelino
- Balbina Battelino Baranovič
- Primož Bebler
- Marjan Belina (1934-1993)
- Nataša Berce
- Tosja (Flaker) Berce
- Mina Bergant Herič
- Matjaž Berger
- Klemen Berus
- Veličan Bešter
- Jože Bevc
- Alida Bevk?
- Iztok Bevk
- Marjan Bevk
- Branka Bezeljak
- Nika Bezeljak
- Boris Bezić
- Frido Beznik
- Rok Biček
- Teja Bidovec
- Jan Bilodjerič
- Rudolf Binter
- Brane Bitenc
- Mateja Bizjak Petit
- Nace Bizilj
- Peter Bizjak
- Borut Blažič
- Živa Bizovičar
- Nina Blažin
- Josip Boc
- Alenka Bole Vrabec
- Furio Bordon
- Jože Borko
- Ignacij Borštnik
- Maks Borštnik
- Vojko Boštjančič
- Gregor Božič
- August Adrian Braatz
- Peter Braatz (Harry Rag)
- Valo Bratina
- France Bratkovič
- Marko Bratuš
- Peter Bratuša
- Diego de Brea
- Marija Brecelj
- Jure Breceljnik
- Rožle Bregar
- Neda Bric Rusjan
- Janez Bricelj (montažer)
- Matjaž Brumen - Matt
- Boris Brunčko
- Vanda Brvar
- Franjo Bučar
- Marcel Buh
- Mare Bulc
- Ivica Buljan (Hrvat)
- Boris Brunčko
- Janez Burger
- Nataša Burger

## C
- Marko Cafnik
- Toni Cahunek
- Boris Cavazza
- Franci Cegnar
- Jože Cegnar
- Mirko Cegnar
- Vladislav Cegnar
- (France Cerar)
- Vida Cerkvenik Bren
- Peter Cerovšek
- Polde Cigler
- Marjan Ciglič
- Alojz Cijak (Lojze Cjak)
- Katja Colja
- Alex Cvetkov
- Jan Cvitkovič

## Č
- Mišo Čadež
- Špela Čadež (animatorka)
- František Čap
- Janko Čar
- Tadej Čater
- Miha Čeak
- Bojan Čebulj
- Marko Čeh
- Kaća Čelan
- Miha Čelar
- Robert Černelč
- Leo Černic
- Ana Čigon
- Anica Čok
- Jelica Čok
- Radovan Čok - snemalec
- Alice in Kajetan Čop
- Karel Čretnik
- Rudolf Čretnik ?
- Tjaša Črnigoj
- Marij Čuk
- Gregor Čušin

## D
- Anton (Cerar) Danilo
- Avgusta Danilova
- Mira Danilova
- Vera Danilova
- Ciril Debelak
- Metka Debeljak
- Ciril Debevec
- Pavel Debevec
- Mile De Gleria (animator)
- Ferdo Delak
- Polde Dežman
- Žiga Divjak
- Ivana Djilas
- Urška Djukić
- Saša Dobrila (animator)
- Adolf Dobrovolný
- Jaro Dolar
- Sergej Dolenc?
- (Mihael Dolinšek)
- Tamara Doneva?
- Jure Dostal
- Nejc Drekonja
- Josip Drobnič
- Janez Drozg
- Vojko Duletič
- Klemen Dvornik

## Đ
- Sašo Đukić?
- Branko Đurić

## E
- Primož Ekart
- Mira Erceg
- Milan Erič (animator)

## F
- Milanka Fabjančič (animatorka)
- Jan Fabris
- Mario Fanelli
- Matjaž Farič
- Matjaž Feguš
- Segej Ferrari
- Matej Filipčič
- Matjaž Fistravec
- Tosja Flaker Berce
- Djurdja Flere
- Mario Foerster
- Gregor Fon
- Dario Frandolič
- France Frece
- Emil Frelih
- Marta Frelih
- Tone Frelih
- Lojze Fric
- Oliver Frljić (bosansko-hrvaški)
- Ivan (Janez) Fugina
- Uroš Fürst

## G
- Nada Gabrijelčič
- Siniša Gačić
- Igor Gajič
- Maja Gal Štromar
- Jože Gale
- Branko Gavella (Hrvat)
- Nejc Gazvoda
- Josip Gecelj
- Gregor Geč
- Ivan Gegolet?
- Maruša Geymayer-Oblak
- Jože Glažar
- Janja Glogovac
- Irena Glonar
- Karpo Godina
- Miha Golob (režiser)
- Milan Golob
- Branko Gombač
- Tom Gomizelj?
- Tomaž Gorkič
- Niko Goršič ("Nick Upper")
- Tin Grabnar
- Nataša Barbara Gračner
- Fedor Gradišnik (star.)
- Jure Grahek
- Tereza Gregorič
- Edvard Gregorin
- Remigio Grižonič
- Božo Grlj
- Mirko Grobler
- Tomaž Grom
- Jurij Gruden
- Lučka Gruden
- Aleksander Grum
- Pavel Grzinčič

## H
- Vladimir Habunek (Hrvat)
- Vasja Hafner
- Petra Hauc
- Miran Herzog
- Andrej Hieng
- Barbara Hieng Samobor
- Boštjan Hladnik
- Meta Hočevar
- Miha Hočevar
- Jože Horvat (1955)
- Sebastijan Horvat
- Áron Horváth
- Juš Hrastnik
- Dušan Hren
- Slavko Hren
- Ksenija Hribar
- Eva Hribernik (operna)
- Jasna Hribernik
- Dušan Hrovatin (lutkar - film.animator)
- Emil Hrvatin/Janez Janša
- Vaclav Hudeček
- Anita Hudl
- Andreja Humar Gruden

## I
- (Rudolf Inemann
- Simon Intihar
- Ester Ivakič
- Jaka Ivanc
- Željko Ivančič
- Matjaž Ivanišin
- Jure Ivanušič

## J
- Bojan Jablanovec
- Rahela Jagrič Pirc
- Boštjan Miha Jambrek
- Janez Janša (=Emil Hrvatin)
- Ven Jemeršič
- France Jamnik
- Jaša Jamnik
- Aleš Jan
- Rado Jan
- Slavko Jan
- Tomi Janežič
- Mija Janžekovič-Jankovič
- Andrej Jelačin
- Alen Jelen
- Amalija Jelen Mikša
- Anton Jeločnik - Slobodan
- Filip Jembrih Jandras
- Janez Jemec
- Dafne Jemeršić
- Ven Jemeršić
- Barbara Pia Jenič
- Jaša Jenull
- Janez Jerman
- Matevž Jerman
- Boštjan Jerše
- Sandi Jesenik
- Stanko Jost
- Dušan Jovanović
- Saša Jovanović
- Jaka Judnič
- Peter Juratovec
- Sašo Jurcer (& Mojtina Jurcer)
- Boris Jurjaševič
- Andrej Jus

## K
- Ana Kajzer
- Andrej Kamnik
- Haidy Kancler (Maja Senekovič)
- Barbara Kapelj
- Jure Karas
- Janez Karlin
- Jernej Kastelec
- Dušan Kastelic
- Hanka Kastelicová
- Mirko Kaukler
- Bojan Kavčič
- Jane Kavčič
- Franci Kek
- ? Kelhar
- Miran Kenda
- Rok Kadoič
- Srečko Kermavner
- Dore Kern
- Sara Kern
- Janusz Kica (poljsko-hrvaško-slovenski)
- Maruša Kink
- Juro Kislinger
- Živko Kladnik?
- Brina Klampfer
- Vesna Klančar
- Ivan Klarič
- Rudi Klarič
- Ado Klavora
- Savo Klemenčič
- Jože Kloboves
- Matjaž Klopčič
- Miha Knific
- Boris Kobal
- Jernej Kobal
- Jaša Koceli
- Helena Koder
- Aleksander Kogoj
- Nina Kojima
- Eva Kokalj
- Marjan Kokalj
- Veka Kokalj (snemalka)
- Mateja Kokol
- Herman Kokove
- Mateja Koležnik
- Matjaž Koman
- Kim Komljanec
- Matjaž Koncilja
- Franci Končan
- Roman Končar
- Ivan Konda
- Stana Kopitar
- Nevenka Koprivšek
- Boštjan Korbar
- Neven Korda?
- Tadej Koren Šmid
- Igor Korošec
- Mile Korun
- Albert Kos
- Urška Kos
- France Kosmač
- Andrej Košak
- Hinko Košak
- Milan Košak
- Igor Košir
- Josip Košuta
- Just Košuta
- Zora Košuta
- Andreja Kovač
- Iztok Kovač
- Marijan Kovač
- Jože Kovič
- Damjan Kozole
- Kristian Koželj
- Mirč Kragelj
- Alenka Kraigher
- Jože Krajnc
- Tomaž Krajnc
- Kristijan Krajnčan
- Emil Kralj
- Marjan Kralj
- Stane Kralj
- Tomaž Kralj
- Vladislav Kralj
- Branko Kraljevič
- Jaka Kramberger (animator)
- Janez Kramberger (režiser)
- Eva Kraševec
- Ana Krauthaker
- Ana Kravanja
- Marijan Kravos
- Bratko Kreft
- Gregor Kresal
- Benjamin Kreže
- Nataša Krhen
- Mihi Krištof - Kranzenbinder
- Jaka Krivec
- Franci Križaj
- Maja Križnik
- Jan Krmelj
- Špela Kuclar
- Ema Kugler
- Roman Kukovič
- Lea Kukovičič
- Saša Kump
- Martin Kušej
- Blaž Kutin

## L
- Bojan Labović
- Marko Lampe
- Eva Nina Lampič
- Alma Lapajne
- Janez Lapajne
- Magda Lapajne
- Štefan Lapajne
- Tomaž Lapajne
- Matjaž Latin
- Franci Lazar
- Primož Lazar
- Timon Leder (animator)
- Hinko Leskovšek
- Metka Leskovšek
- Gojmir Lešnjak - Gojc
- Tomaž Letnar
- Nejc Levstik
- Igor Likar
- Milan Ljubić
- Domen Lo
- Ivan Loboda
- Matjaž Loboda
- Matija Logar
- Lojzka Lombar
- Jernej Lorenci
- Minca Lorenci
- Iztok Lovrić-Lovro
- Sara Lucu
- Jožko Lukeš
- Jernej Lunder (animator)
- Matevž Luzar
- Žarko Lužnik

## M
- Francesco Macedonio
- Mojca Madon
- Paolo Magelli
- Tomaž Mahkovic
- Mirko Mahnič
- Edi Majaron
- Mirko Majcen
- Franjo Majer
- Slobodan Maksimović
- Peter Malec
- Marjan Manček (animator)
- Miroslav Mandić (scenarist )
- Marko Manojlović
- Luka Marcen
- Luka Marčetič
- Jan Marin
- Marko Marin
- Marjan Marinc
- Matko Marinko
- Janez Marinšek
- Viktor Markič
- Klemen Markovčič
- Anton Marti
- Bojan Martinec
- Grega Mastnak (animator)
- Boštjan Mašera
- Lojze Matjašič (Alojz Matjašič)
- Jure Matjažič
- Rene Maurin
- Dušan Mauser (1921-2021)
- Martina Maurič Lazar
- Manica Maver
- Miha Mazzini
- Jurij Meden
- Anja Medved
- Urša Menart
- Zarja Menart (animatorka)
- Dominik Mencej
- Diego Menendes
- Miloš Mikeln
- Primož Meško
- Sakerdon Mihajlovič
- Matjaž Mihelčič
- Staša Mihelčič?
- Saša Miklavc
- Mitja Milavec
- Frane Milčinski
- Matija Milčinski
- Nana Milčinski
- Edvard Miler
- Peter Militarev
- Marika Milkovič
- Andrej Mlakar
- Dušan Mlakar
- Mitja Mlakar
- Miha Mlaker
- Varja Močnik
- Vinko Möderndorfer
- Boštjan Modic
- Max Modic
- Janez Mohar?
- Miha Mohorič
- Viktor Molka
- Katarina Morano
- Dušan Moravec (režiser)
- Zoran More
- Jan Mozetič
- Miha Možina
- Andrina Mračnikar (avstrijska Koroška)
- Ivan Mrak
- Matjaž Mrak?
- Bogdan Mrovlje
- Miki Muster (animator)
- Kristijan Muck
- Amir Muratović
- Miki Muster
- Rado Mužan

## N
- Marko Naberšnik
- Aleš Nadai
- Darja Nahtigal
- Matej Nahtigal
- Avrelija Nakrst
- Marjan Nečak
- Miha Nemec
- Henrik Neubauer
- Uroš Nikolič
- Darko Nikolovski
- Josip Nolli
- Aleš Novak (režiser)
- Anja Novak - Anjuta
- Jure Novak
- Tina Novak
- Barbara Novakovič Kolenc
- Alojz Novinc
- Mitja Novljan
- Tomo Novosel
- Hinko Nučič

## O
- Simon Obleščak
- Mitja Okorn
- Milena Olip
- Olmo Omerzu
- (Rudi Omota)
- Miro Opelt
- Ivan Oven
- Joško Oven
- Peter Ovsec

## P
- Boris Palčič
- Livija Pandur
- Tomaž Pandur
- Georgij Paro (Hrv.)
- Drago Parovel
- Carlos Pascual
- Svetlana Patafta
- Milan Pavlovčič
- Živojin Pavlović (Srb)
- Alen Pavšar
- Valentin (Zdravko) Pečenko
- Rudolf Pečjak
- Igor Pediček
- Katja Pegan
- Igor Pelan
- Marko Peljhan
- Maša Pelko
- Ivan Pengov
- Jože Pengov
- Tone Peršak
- Tatjana Peršuh
- Jure Pervanje
- Žarko Petan
- Jože Peterlin
- Lučka Peterlin Susič
- Matejka Peterlin Maver
- Ivan Peternelj
- Boris Petkovič
- Peter Petkovšek
- Miran Petrovčič
- Dragica Petrovič
- Metod Pevec
- Saša Pfeifer
- Janez Pipan
- Andrej Pisani
- Igor Pison
- Valentina Plaskan
- Sašo Podgoršek
- Aleš Podrižnik
- Tomo Podstenšek?
- Jože Pogačnik
- Drago (Karel) Pogorel(e)c
- Matjaž Pograjc
- Nejc Pohar
- Mirko Polič
- Marta Popivoda
- Aleksandar Popovski
- Nebojša Pop-Tasić
- Andraž Pöschl
- Branko Potočan
- Franjo Potočnik
- Staš Potočnik
- Lojze Potokar
- Jože Potokar
- Dušan Povh
- Peter Povh
- Josip Povhe
- Janez Povše
- Katja Povše
- Riko Poženel
- Igor Prah
- Dušan Prebil
- Robert Prebil
- Rade/Rado Pregarc
- Vasko Pregelj
- Maja Doroteja Prelog
- Tatjana Premk-Grum
- Marjana Prepeluh
- Igor Pretnar
- Igor Prodnik
- Aiken Veronika Prosenc
- Nataša Prosenc Stearns
- Sonja Prosenc
- Alen Prošić
- Maja Prettner
- Milan Pugelj
- Domen Puš
- Boris Putjata

## R
- Harry Rag (Peter Braatz)
- Irena Rajh
- Nina Rajić Kranjac
- Saška Rakef
- Nina Ramšak Marković
- Rajko Ranfl
- Rok Rappl / Rocc
- Pavel Rasberger
- Vili Ravnjak
- Janko Ravnik
- Edvard Rebolj
- Vlado G. Repnik - babaLAN
- Anja Resman (animatorka)
- Maks Reš
- Ivan Ribič
- Ljubiša Ristić (Srb)
- Filip Robar Dorin
- Zvonimir Rogoz
- Metka Rojc
- Ajda Rooss
- Yulia Roschina
- Dženi Rostohar
- Milivoj Miki Roš
- Vasja Rovšnik
- Jelena Rusjan
- Neda Rusjan Bric (Neda R. Bric)
- Adrijan Rustja

## S
- Mako Sajko
- Rosanda Sajko
- Zala Sajko
- Kolja Saksida (animator)
- Rafko Salmič
- Modest Sancin
- Rok Sanda
- Petra Seliškar
- Simona Semenič
- Polona Sepe
- Jani Sever
- Stane Sever
- Lun Sevnik
- Mario Sila
- Nace Simončič
- Peter Simoniti
- Darko Sinko
- Zvone Sintič
- David Sipoš
- Jelena Sitar
- Iza Skok
- Majda Skrbinšek
- Milan Skrbinšek
- Nina Skrbinšek
- Vladimir Skrbinšek
- Florjan Skubic
- Franci Slak
- Hana A. W. Slak
- Boštjan Slatenšek
- Maša Slavec
- Emil Smasek
- (Anton Smeh)
- Anže Sobočan
- Zijah A. Sokolović
- Matija Solce
- Voja Soldatović
- Marko Sosič
- Jurij Souček
- Danijel Sraka
- Peter Srpčič
- Milan Stante
- Lita Stantič
- Marjan Stare
- Sebastjan Starič
- Koni Steinbacher
- Jadran Sterle
- Andrej Stojan
- Andrej Stopar
- Sonja Stopar
- Vesna Stranič
- Samo (M.) Strelec
- Alojz Stražar
- Bojan Stupica
- Stane Sumrak (TV)
- Tomaž Susič
- Borivoj Svetel

## Š
- Marko Šantić
- Cvetko Ščuka
- Zvone Šedlbauer
- Matjaž Šekoranja?
- Marija Šeme Baričevič
- Janez Šenk
- Simon Šerbinek
- Osip Šest
- Dorian Šilec Petek
- Mitja Šipek
- Majda Širca
- Albert Širok
- Vlado Škafar
- Silvester Škerl
- Črt Škodlar
- Luka Martin Škof
- Eva Škofič Maurer
- Danijel Škufca - Day
- Matjaž Šmalc
- Igor Šmid
- Janez Šmon
- Helena Šobar Zajc
- Nina Šorak
- Milko Šparemblek
- Sara Špelec
- Jakob Špicar
- Srečo Špik
- Božo Šprajc
- Dražen Štader
- Bina Štampe Žmavc
- Lojze Štandeker
- Darko Štante
- Vlado Štefančič
- Igor Šterk
- France Štiglic
- Lado Štiglic
- Poldka Štiglic
- Tugo Štiglic
- Jaka Štoka
- Igor Štromajer
- Tomaž Štrucl
- Miha Šubic
- Iztok Šuc (Iztok H. Šuc)
- Jaka Šuligoj
- Fabris Šulin
- Brina Švigelj Mérat
- Cveto Švigelj
- Tomaž Švigelj

## T
- Vilém Taborský
- Boštjan Tadel
- Lara Simona Taufer
- Vito Taufer
- Gašper Tič
- Srečko Tič
- Jože Tiran
- Kaja Tokuhisa
- Uroš Trefalt
- Anton Tomašič
- Hinko Tomašić
- Jože Tomažič
- Dušan Tomše
- Agata Tomšič?
- Tadeja Tomšič
- Iztok Tory (1947–2025)
- Tugomir Tory
- Gregor (Grega) Tozon
- Miha Tozon
- Mojmir Tozon
- Tone Trdan
- Ana Trebše
- Borut Trekman
- Toni Tršar
- Andreja Truden
- Glavko Turk
- Martin Turk
- Aleksandra (Sanda) Turšič ?

## U
- Slobodan Unkovski
- Nick Upper (Niko Goršič)
- Rudi Uran?
- Milan Urbajs
- Franc Uršič
- Mario Uršič
- Anton Nino Uršič

## V
- Slavo Vajt
- Ajda Valcl
- Jože Valentič (u. 2020)
- Aleš Valič
- Iztok Valič
- Breda in Tine Varl
- Matija Vastl
- Nadja Velušček
- Bogomir Veras
- Aleš Verbič
- Sergej Verč
- Edo Verdonik
- Anton Verovšek
- Rok Vevar
- Marko Vezovišek
- Renata Vidič
- Leon Vidmar (*1980), animator
- Rok Vilčnik - "rokgre"
- Žiga Virc
- Boris Višnovec
- Brane Vižintin
- Ivan Vlahovič
- Nikolaj Vodošek
- Niko Vodušek = ?
- Eka Vogelnik
- Viki Voglar
- Jaka Andrej Vojevec (Andrej Jaka Vojevec)?
- Goran Vojnović
- Aleksandra Vokač
- Jože Vozny
- Danilo Vranc
- Matej Vranič
- Primož Vresnik
- Boštjan Vrhovec
- Janez Vrhunc (1921)
- Igor Vrtačnik
- Ana Vujanović?

## W
- Robert Waltl
- Hani (Janez) Weiss
- Ida Weiss
- Maja Weiss
- Hanna Antonina Wojcik-Slak (Hana A. W. Slak)

## Z
- Helena Zajc (Helena Šobar Zajc)
- Jože Zajec
- Jan Zakonjšek
- Vinko Zaletel
- Vera Založnik
- Jože Zamljen
- Hugo Zathey
- Uroš Zavodnik
- Branko Završan
- Blaž Završnik
- Barbara Zemljič
- Milivoj Zemljič
- Juš A. Zidar
- Marija Zidar
- Tijana Zinajić
- Damir Zlatar Frey
- Peter Zobec
- Simona Zorc Ramovš
- Tone Zorko
- Urban Zorko
- Ciril Zupan
- Drago Zupan
- Klavdija Zupan
- Miran Zupanič
- Matjaž Zupančič
- Zdravko Zupančič ?
- Igor Zupe

## Ž
- Matjaž Žbontar
- Rado Železnik
- Aleš Žemlja
- Aljoša Žerjal
- Franko Žerjal
- Gorazd Žilavec
- Želimir Žilnik (srbski filmski režiser slovenskih korenin)
- Aljoša Živadinov
- Dragan Živadinov
- Zoran Živulović
- Fran Žižek
- Jernej Žmitek
- Jože Žnidaršič (ZDA)
- Urška Žnidaršič
- Andrej Žumbergar
- Andrej Žvan (1901)
- Štefan Žvižej